# Herbert S. Walters
Herbert S. Walters (ur. 17 listopada 1891, zm. 17 sierpnia 1973) – amerykański polityk, członek Partii Demokratycznej. W latach 1963–1964 piastował stanowisko senatora Stanów Zjednoczonych ze stanu Tennessee.